# Too Much Wife
Too Much Wife è un film muto del 1922 diretto da Thomas N. Heffron. Sceneggiato da Percy Heath su un soggetto di Lorna Moon, aveva come interpreti Wanda Hawley, T. Roy Barnes, Arthur Hoyt, Lillian Langdon, Leigh Wyant, Willard Louis.

## Trama
Myra Coningsby è determinata a non seguire l'esempio dei suoi genitori: in famiglia, infatti, a portare i pantaloni era stata sua madre e suo padre si era sempre dimostrato succube della moglie. Nonostante questo proponimento, Myra, quando si sposa con Jack, non riesce a tenere fede ai suoi buoni propositi e insiste a non lasciare mai solo Jack, accompagnandolo ovunque vada, sia quando lui segue gli eventi sportivi sia quando va a giocare a carte. Inoltre, al contrario di ogni signora elegante, Myra ha un interesse imbarazzante per gli affari del marito e diventa, contro la volontà di Jack, la sua segretaria privata. Lui cerca di sfuggirle andando a pescare con alcuni amici ma, durante una tempesta, la barca si rovescia e Jack viene dato per morto. L'uomo, invece, è stato salvato dalla sua ex segretaria e i due riescono a rifugiarsi su un'isola. Myra, piena di rimorsi, spia i due naufraghi. Dopo reciproche spiegazioni, la donna abbandona il suo folle comportamento persecutorio, arrivando a una nuova intesa con il marito.

## Produzione
Il film fu prodotto dalla Realart Pictures Corporation.

## Distribuzione
Il copyright del film, richiesto dalla Realart, fu registrato il 1º gennaio 1922 con il numero LP17461.

Lo stesso giorno, il film venne distribuito nelle sale dalla Realart Pictures Corporation e Paramount Pictures. In Francia, uscì il 25 gennaio 1924 con il titolo Ma femme exagère. Nel Regno Unito, fu distribuito nel settembre 1925 dalla Ducal Films.
Non si conoscono copie ancora esistenti della pellicola che viene considerata presumibilmente perduta.